# Schlachten von Kawanakajima

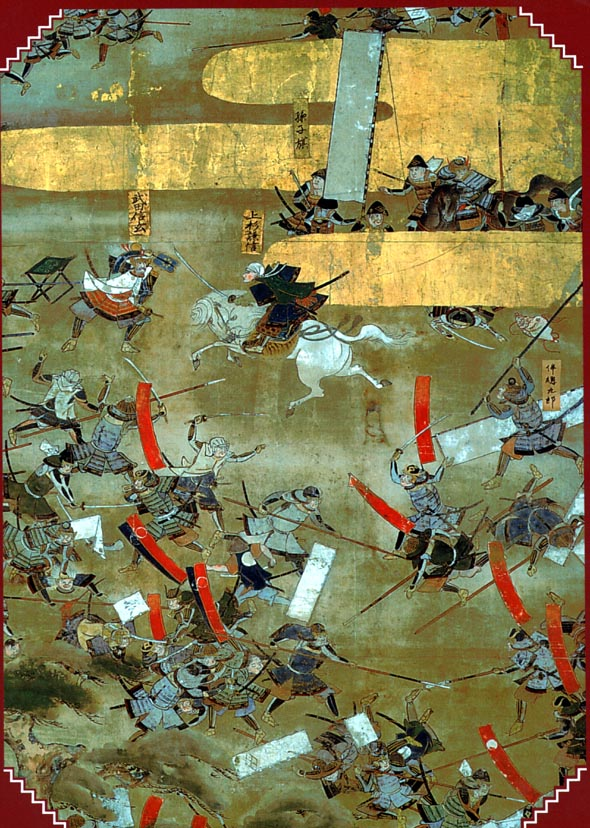
4. Schlacht am Kawanakajima

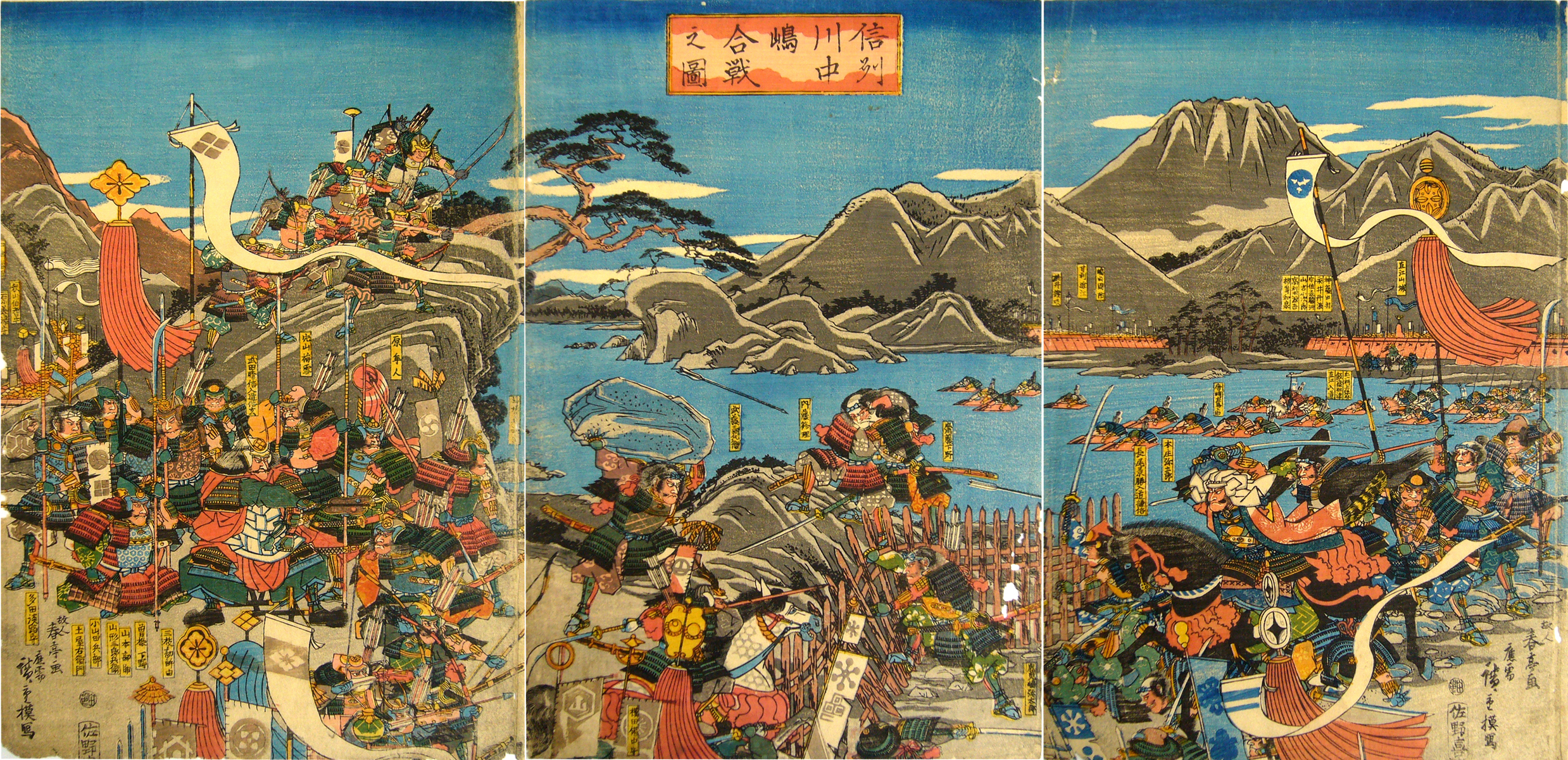
Schlacht von Kawanakajima – Takeda Shingen links und Uesugi Kenshin auf der rechten Seite (1845)

Die insgesamt fünf Schlachten von Kawanakajima (japanisch 川中島の戦い, Kawanakajima no tatakai) wurden zur Sengoku-Zeit in Japan zwischen Takeda Shingen aus der Provinz Kai und Uesugi Kenshin aus der Provinz Echigo zwischen zwei rivalisierenden Feudalherren (Daimyō) ausgetragen.
Die Schlachten fanden auf der Ebene von Kawanakajima, südlich der heutigen Stadt Nagano in der Provinz Shinano statt, wonach jene später benannt wurden.
Die fünf Schlachten ereigneten sich zwischen 1553 und 1564, wobei die bedeutendste, vierte Schlacht 1561 ausgetragen wurde. Im Verlauf der einzelnen Schlachten stieg die Zahl der Soldaten von ca. 8.000 auf bis zu 23.000 auf Takeda Shingens Seite an. In allen fünf Schlachten waren Uesugi Kenshins Truppen zahlenmäßig unterlegen.
Die Auseinandersetzungen begannen, als Shingen die Provinz Shinano eroberte und Murakami Yoshiharu und Ogasawara Nagatoki verbannte, welche sich auf der Suche nach Unterstützung an Uesugi Kenshin wandten.

## Erste Schlacht (1553)
Die erste Schlacht, auch Schlacht von Fuse (布施の戦い, Fuse no tatakai), ereignete sich im Juni 1553 als Shingen tief in die Kawanakajima-Ebene eindrang und seine Truppen nahe dem Hachiman-Schrein auf Kenshins Armee trafen. Aufgrund ungünstiger Bedingungen brachen beide Seiten den Kampf ab und trafen kurze Zeit später, mehrere Kilometer vom ersten Schlagabtausch entfernt, erneut aufeinander. Jedoch konnte auch hier keine der beiden Armeen den Sieg für sich erringen, obwohl Takeda Shingens Streitkräfte zahlenmäßig überlegen waren.

## Zweite Schlacht (1555)
1555 kam es zur zweiten Schlacht, die auch als Schlacht von Saigawa (犀川の戦い, Saigawa no tatakai) bekannt ist. Takeda Shingen drang erneut mit seinen Truppen in der Nähe des Flusses Sai (Saigawa) vor. Er schlug sein Lager auf einem Hügel südlich des Flusses auf, während Uesugi Kenshin östlich des Tempels Zenkō-ji lagerte, von wo aus er eine ausgezeichnete Sicht über die Ebene von Kawanakajima hatte.
Allerdings befand sich die Burg Asahiyama des Kurita-Klans, die von Takeda Shingen unterstützt wurden, nur einige Kilometer westlich, was die rechte Flanke von Uesugi Kenshin gefährdete. Die Befestigungsanlagen der Kurita wurden zusätzlich durch 3000 Soldaten von Shingens Truppen verstärkt. Kenshin unternahm eine Reihe von erfolglosen Angriffen auf die Festung, bevor er sich wieder auf die Hauptstreitkraft von Shingen konzentrierte. Über mehrere Monate hinweg verharrten die verfeindeten Lager in Erwartung eines gegnerischen Angriffs.
Aufgrund innenpolitischer Probleme in ihren Heimatprovinzen zogen Takeda Shingen und Uesugi Kenshin ihre Truppen ab.

## Dritte Schlacht (1557)
Die dritte Schlacht, auch Schlacht von Uenohara (上野原の戦い, Uenohara no tatakai), fand im Jahr 1557 statt, nachdem es Takeda Shingen gelang, die Burg Katsurayama zu erobern, von wo aus er den nordwestlich gelegenen Zenkō-ji überschauen konnte. Anschließend versuchte er, die nicht weit entfernt liegende Burg Iiyama einzunehmen, was durch einen Gegenschlag Uesugi Kenshins scheiterte, der seine Truppen aus dem Zenkō-ji heraus in die Schlacht führte. Obwohl Takeda Shingens Armee die doppelte Stärke von Uesugi Kenshins Truppen aufwies, gelang es ihm nicht, einen koordinierten Angriff gegen die Burg Katsurayama zu führen.

## Vierte Schlacht (18. Oktober 1561)

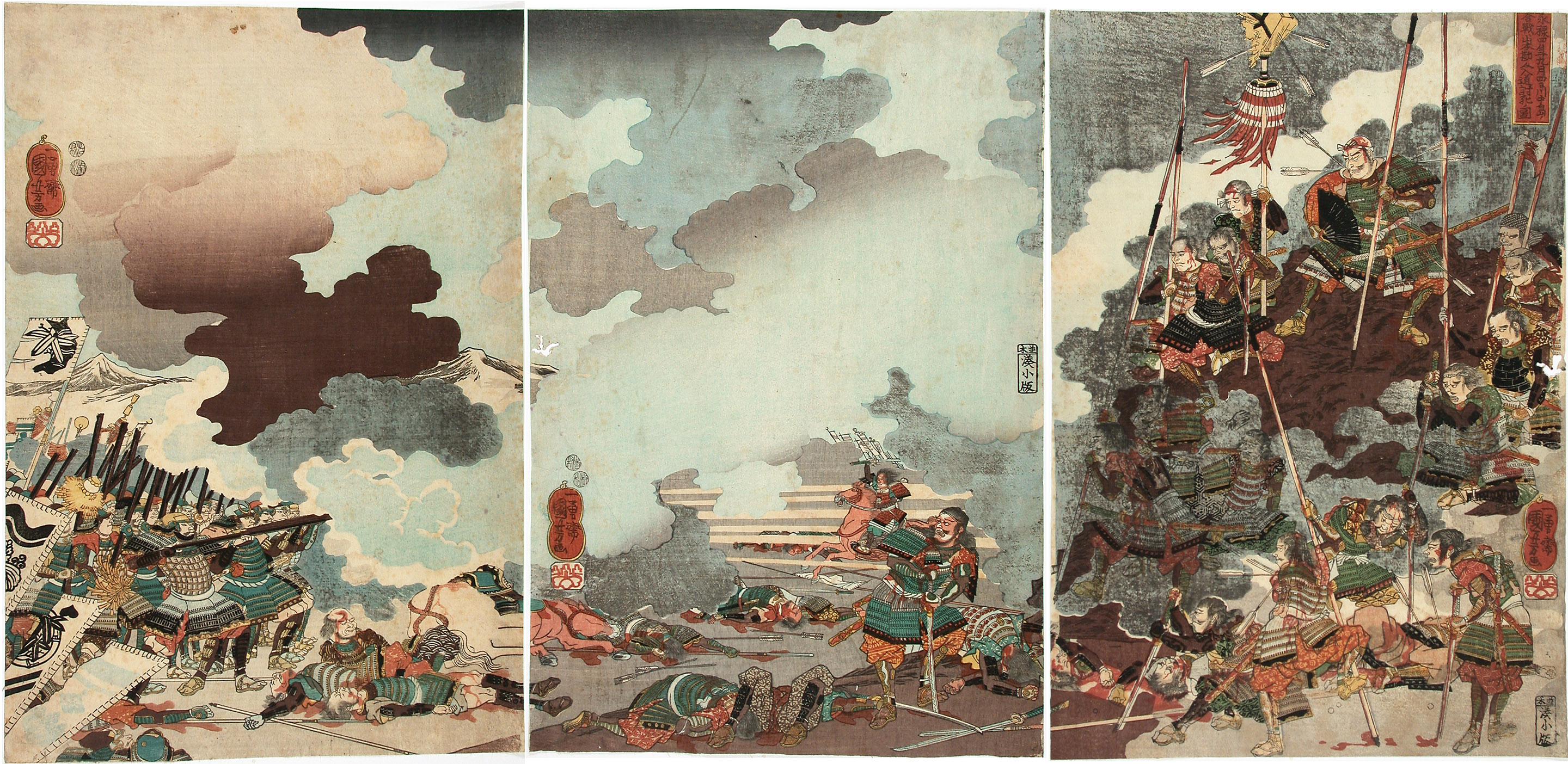
Der Tod von Yamamoto Kansuke. Verletzt und in dem Glauben seine Strategie habe versagt, zog sich Kansuke auf einen Hügel zurück und beging Selbstmord.

Die vierte Schlacht, auch Schlacht von Hachimanbara (八幡原の戦い, Hachimanbara no tatakai), ist eine der bedeutendsten des Sengoku-Zeitalters und auch die bedeutendste aller fünf Schlachten zwischen Takeda Shingen und Uesugi Kenshin. Beide schickten Armeen mit großer Stärke in den Kampf und mussten jeweils hohe Verluste in Kauf nehmen. Im 9. Monat  1561 rückte Uesugi Kenshin mit ca. 18.000 Soldaten aus, um Takeda Shingen endgültig zu vernichten. Er positionierte einige seiner Truppen am Zenkō-ji und auf dem Berg Saijoyama, der westlich von Takeda Shingens Burg Kaizu gelegen war, und hatte somit einen perfekten Überblick über das umliegende Terrain. Zu Kenshins Unwissen befanden sich jedoch in Kaizu mehr als 150 Samurai-Krieger und deren Gefolge, die einen schnellen Schlag Kenshins und den Verlust der Burg Kaizu verhindern konnten.
Nachdem die Bedrohung durch Kenshins Truppen entdeckt war, entzündete der Kommandant von Kaizu ein Signalfeuer und konnte somit Takeda Shingen informieren, der in Kōfu, mehr als 100 km von Kaizu entfernt, residierte. Dieser brach von dort aus mit 20.000 Soldaten auf. Vom Chikuma-Fluss aus erreichte er schon nach wenigen Tagen Kawanakajima. Zusammen mit seinem Feldherrn Yamamoto Kansuke ersann er eine Strategie, um Kenshins Truppen zu besiegen. In der Nacht brach ein Teil der Truppen (8000 Soldaten) auf zum Berg Saijoyama, um Kenshins Truppen hinab ins Tal zu locken, wo Takeda Shingen mit weiteren 8000 Soldaten wartete.
Kenshin aber erkannte diese Finte und brach von der Westseite des Berges auf, um im Tal Shingen zu attackieren. Im Morgengrauen trafen die beiden Streitkräfte schließlich aufeinander.
Gut formiert trafen Kenshins Truppen auf den Feind. Kenshins berittene Samurai fielen dem Feind in die Flanke und konnten so die Zahl von Shingens Soldaten deutlich dezimieren und töteten viele seiner Kommandanten und Feldherren. Yamamoto Kansuke beging Seppuku, da seine Taktik versagt hatte. Kenshin gelang es indes, den Kommandoposten Takeda Shingens zu erreichen und diesen unvorbereitet anzugreifen. Shingen konnte mit seiner Leibgarde lange genug standhalten, bis Kenshin von herannahender Verstärkung zurückgedrängt wurde. Auch Shingens Streitkräften gelang es, das Blatt zu wenden und Kenshin in große Bedrängnis zu bringen, bis dieser letztlich die Flucht ergriff. Shingens Truppen verfolgten diese aber nicht, da auch sie mit hohen Verlusten beschwert waren.

## Fünfte Schlacht (1564)
1564 trafen die beiden Samuraifürsten das letzte Mal aufeinander. Über 60 Tage lieferten sie sich in der Kawanakajima-Ebene mehrere kleine Scharmützel, ehe sie sich in ihre Heimatprovinzen zurückzogen. Dies wurde das „Gegenüberstehen bei Shiozaki“ (塩崎の対陣, Shiozaki no taijin) genannt.

## Rezeption in der Kultur
In dem Computerspiel Shogun: Total War ist die vierte Schlacht als Kampagne enthalten und nachspielbar.